# Наумбургский собор
Наумбургский собор святых апостолов Петра и Павла (нем. Naumburger Dom) — бывший кафедральный собор епископства Наумбург (упразднено в 1562 году), расположенный в немецком городе Наумбург на юге федеральной земли Саксония-Анхальт и является главной достопримечательностью природного парка Зале-Унштрут-Триасланд. С 2018 года входит в Список всемирного наследия человечества.
С архитектурной точки зрения Наумбургский собор представляет собой сооружение переходного стиля от романского к готическому. Имеет необычный план: трехнефная базилика с двумя трансептами, двумя алтарями (западным и восточным), двумя хорами и четырьмя башнями. Восточная часть собора построена в начале XIII века. Западная завершена столетием позднее. Собор в Наумбурге знаменит прежде всего работой так называемой наумбургской артели скульпторов (имя ведущего мастера остаётся неизвестным). Артель мастеров из Наумбурга продолжила достижения мастеров Бамберга, но придала позднероманской скульптуре новые, более свободные черты. Работе этой артели приписывают скульптурные ансамбли в Майнце, самом Наумбурге и в Майсене.
Наиболее интересен западный хор собора, который представляет собой ярчайший образец синтеза архитектуры и скульптуры зрелой готики. Шедеврами готической скульптуры являются, расположенные полукругом на втором ярусе хора, двенадцать фигур донаторов храма, среди которых выделяются парные фигуры маркграфа Эккехарда II и его супруги Уты фон Балленштедт (1250—1260-е годы), обладающие индивидуальными характеристиками психологического портрета. Замечательны скульптуры западного леттнера на темы Нового Завета.